# المعهد الأرجنتيني للمقاييس والشهادات

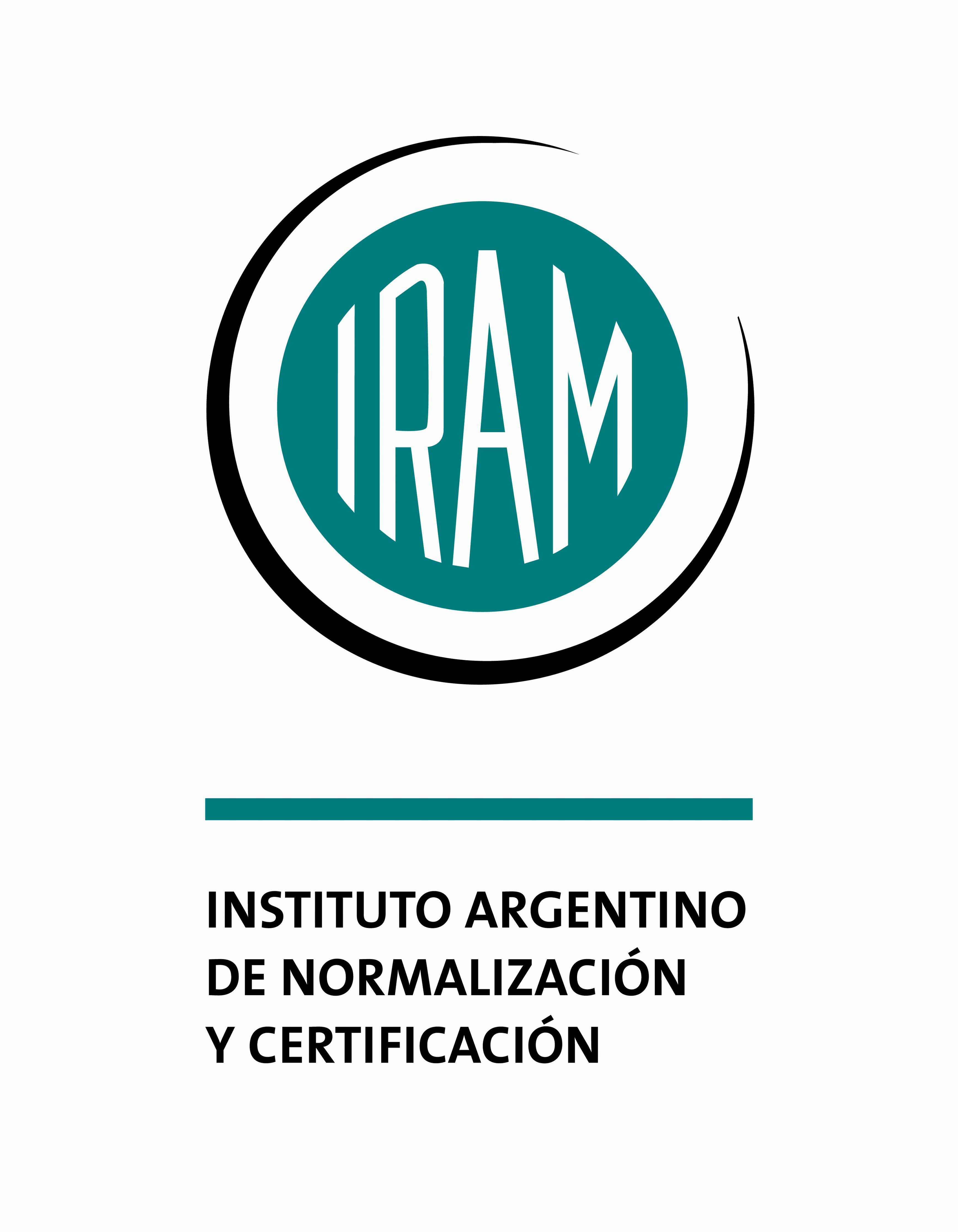
الشعار

المعهد الأرجنتيني للمقاييس والشهادات (بالإسبانية:  Instituto Argentino de Normalización y Certificación, IRAM)‏ هو عضو في المؤسسة الدولية للمعايير للأرجنتين.
أنشئ في 2 مايو 1935 تحت الاسم (Instituto Argentino de Racionalización de Materiales, IRAM) ولازال معروفاً ب IRAM على الرغم من تغيير اسمه في عام 1996 إلى (Argentine Normalization and Certification Institute)، للمؤسسة عدة أفرع في أنحاء الأرجنتين.